# Тополиное (Якутия)
Тополи́ное (эвен. Бургавли, якут. Тополинай) — село в Томпонском районе Республики Саха (Якутия) России. Административный центр и единственный населённый пункт Томпонского наслега.

## География
Село находится в восточной части Якутии, в пределах южного Верхоянья, на левом берегу реки Томпо, на расстоянии примерно 158 км (по прямой) к северу от посёлка Хандыга, административного центра района. Абсолютная высота — 408 м над уровнем моря.
Климат
Климат характеризуется как резко континентальный, с продолжительной морозной и малоснежной зимой. Абсолютный минимум температуры воздуха самого холодного месяца составляет −58 °C −60 °C; абсолютный максимум самого тёплого месяца +30 °C +35 °C.
Часовой пояс
Село Тополиное находится в часовой зоне МСК+6. Смещение применяемого времени относительно UTC составляет +9:00.

## Население
| 2002 | 2010 | 2012 | 2013 | 2014 | 2015 | 2016 |
| ---- | ---- | ---- | ---- | ---- | ---- | ---- |
| 880  | ↗915 | ↘912 | ↘896 | ↘889 | ↘885 | ↗889 |
| 2017 | 2018 | 2019 | 2020 | 2021 |      |      |
| ↗891 | ↗909 | ↗917 | ↘915 | ↗929 |      |      |

Половой состав
По данным Всероссийской переписи населения 2010 года, в гендерной структуре населения мужчины составляли 50,1 %, женщины — соответственно 49,9 %.
Национальный состав
Согласно результатам переписи 2002 года, в национальной структуре населения эвены составляли 76 % из 880 чел.

## Улицы
| - ул. Дружбы, - ул. Дэсовская, - ул. Лесная, | - ул. Лонгинова, - ул. Набережная, - ул. Новая, | - пер. Почтовый, - ул. Славы, - ул. Советская. |